# Burgos (Surigao del Norte)
Burgos ist eine philippinische Stadtgemeinde in der Provinz Surigao del Norte. Die Gemeinde wurde nach dem philippinischen Nationalhelden Jose Burgos benannt.
Sie liegt im Nordosten der Insel Siargao im Osten der Philippinen. 
Burgos hat 4034 Einwohner (Zensus 1. August 2015).

## Baranggays
Burgos ist politisch in sechs Baranggays unterteilt.
- Baybay
- Bitaug
- Matin-ao
- Poblacion 1
- Poblacion 2
- San Mateo